# Cymatophoropsis confluens
Cymatophoropsis confluens är en fjärilsart som beskrevs av Moore 1882. Cymatophoropsis confluens ingår i släktet Cymatophoropsis och familjen nattflyn. Inga underarter finns listade i Catalogue of Life.